# Калдейра, Клодоалдо
Клодоалдо Калдейра (порт.-браз. Clodoaldo Caldeira; 1 декабря 1899, Ботукату — 26 ноября 1988, Сан-Паулу), более известный под именем Клодо́ (порт.-браз. Clodô) — бразильский футболист, защитник.

## Карьера
Клодо начал карьеру в клубе «Маккензи Коллеж» в 1918 году, по другим данным в 1917 году. В 1921 году он перешёл в «Паулистано», с которым в первый же год стал чемпионом штата Сан-Паулу. Также он выигрывал титул чемпиона штата с клубом ещё три сезона. В 1923 году Клодо сыграл один матч за «Фламенго». В 1930 году защитник перешёл в «Сан-Паулу», с которым стал чемпионом штата в 1931 году. Всего за клуб футболист играл в 67 матчах. Все эти годы, во время игры за «Паулистано» и «Сан-Паулу» Клодо играл в центре обороны с Барту. С 1933 года Клодо являлся главным тренером «Сан-Паулу». В первый год он сделал рекорд по количеству голов, забитых клубом под руководством тренера-новичка — 4,5 гола в среднем за игру. 
В составе сборной Бразилии Клодо дебютировал 22 октября 1922 года на Кубке Рока, где бразильцы выиграли со счётом 2:1. В том же матче он являлся главным тренером и капитаном национальной команды. В 1925 году он поехал на чемпионат Южной Америки. Там защитник провёл три матча из четырёх. Встреча на этом турнире с Парагваем 27 декабря стала последней для Клодо в футболке сборной страны.

## Международная статистика
| Матчи Клодо за сборную Бразилии | Матчи Клодо за сборную Бразилии | Матчи Клодо за сборную Бразилии | Матчи Клодо за сборную Бразилии | Матчи Клодо за сборную Бразилии | Матчи Клодо за сборную Бразилии | Матчи Клодо за сборную Бразилии |
| ------------------------------- | ------------------------------- | ------------------------------- | ------------------------------- | ------------------------------- | ------------------------------- | ------------------------------- |
| №                               | Дата                            | Место проведения                | Оппонент                        | Счёт                            | Голы                            | Турнир                          |
| 1                               | 22 октября 1922                 | Сан-Паулу                       | Аргентина                       | 2:1                             | —                               | Кубок Рока                      |
| 2                               | 11 ноября 1925                  | Сан-Паулу                       | Коринтианс                      | 1:1                             | —                               | Товарищеский матч               |
| 3                               | 6 декабря 1925                  | Буэнос-Айрес                    | Парагвай                        | 5:2                             | —                               | Чемпионат Южной Америки         |
| 4                               | 13 декабря 1925                 | Буэнос-Айрес                    | Аргентина                       | 1:4                             | —                               | Чемпионат Южной Америки         |
| 5                               | 17 декабря 1925                 | Буэнос-Айрес                    | Парагвай                        | 3:1                             | —                               | Чемпионат Южной Америки         |

## Достижения
- Чемпион штата Сан-Паулу: 1921, 1926 (LAF), 1927 (LAF), 1929 (LAF), 1931
- Обладатель Кубка Рока: 1922